# 410.
410. je drugo desetletje v 5. stoletju med letoma 410 in 419. 